# Bruno Gollnisch

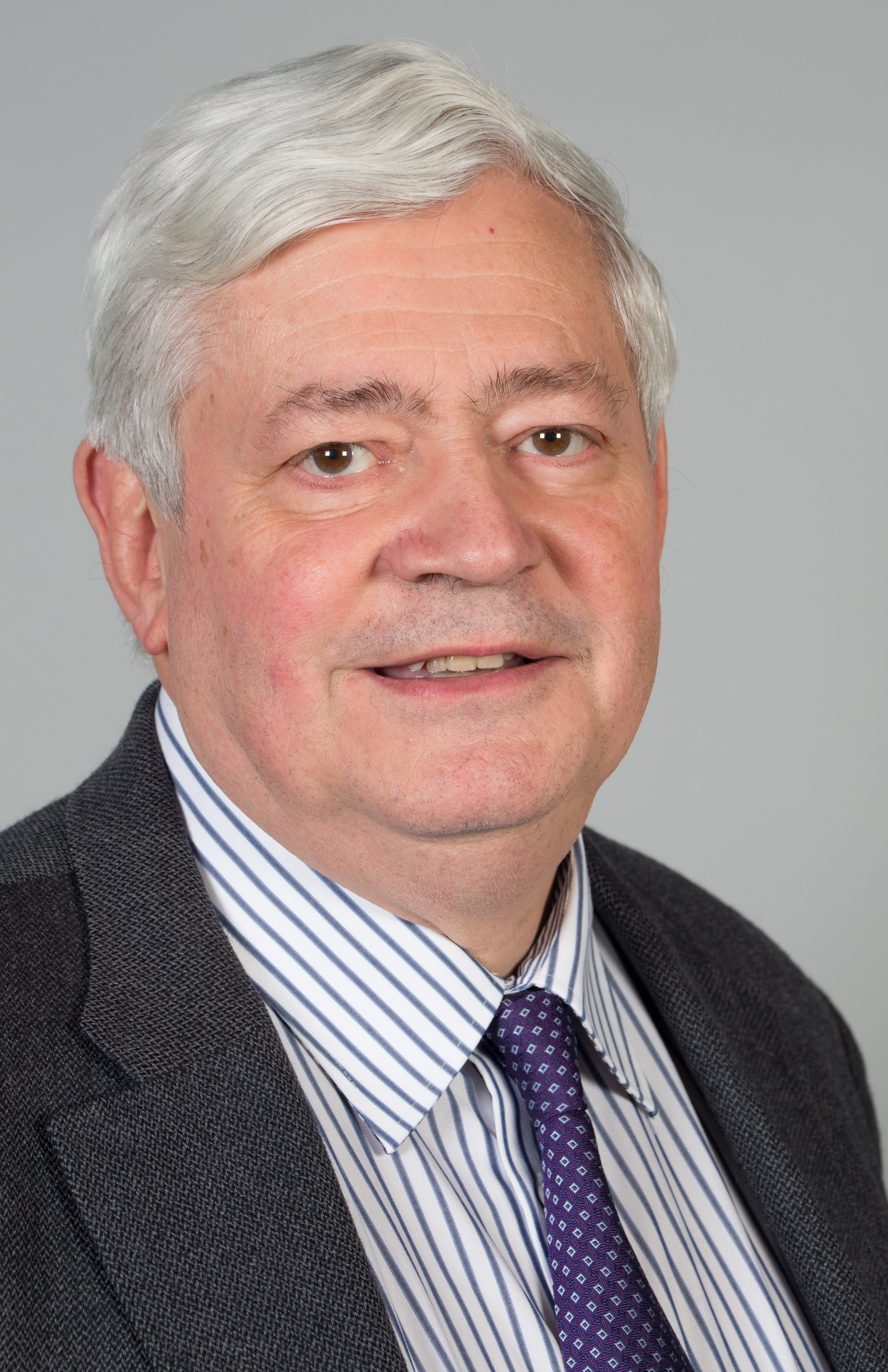
Bruno Gollnisch (2014)

Bruno Gollnisch (* 28. Januar 1950 in Neuilly-sur-Seine) ist ein französischer Politiker. Er war ein hochrangiges Mitglied der rechtsextremen Partei Front National, von 1996 bis 2005 deren Generalsekretär und von 2007 bis 2011 stellvertretender Parteivorsitzender. Gollnisch war von 1989 bis 2019 Mitglied des Europäischen Parlaments sowie von Januar bis November 2007 Vorsitzender der Fraktion Identität, Tradition, Souveränität (ITS). Daneben war Gollnisch von 1981 bis 2012 Professor für Japanologie an der Universität Lyon III.

## Biografie
Bruno Gollnischs Familie stammt aus dem Osten Frankreichs. Zu seinen Vorfahren gehören nach eigenen Aussagen der Physiologe Marie Jean Pierre Flourens, der ehemalige französische Außenminister Émile Flourens und der Politiker Gustave Flourens.

### Akademische Laufbahn
Nach dem Baccalauréat, das er 1967 ablegte, studierte er zunächst Jura an der Universität Paris X Nanterre. Er war Sekretär der konservativen Studentenvereinigung Fédération nationale des étudiants de France (FNEF) und lehnte die Studentenproteste im Mai 1968 ab. 1970 erwarb er die Licence en droit. Mit dem Ziel, Diplomat zu werden, studierte Gollnisch anschließend Japanisch und Malaiisch am Institut national des langues et civilisations orientales (Langues O) in Paris. Von 1971 bis 1973 leistete er Wehrdienst bei der Marine, der er anschließend als Reserveoffizier verbunden blieb. Es folgte ein Studium der internationalen Beziehungen am Institut d’études politiques (Sciences Po) in Paris.
Mit einem Stipendium des französischen Außenministeriums absolvierte er einen Forschungsaufenthalt zum japanischen Recht an der Universität Kyōto und promovierte 1978 in Völkerrecht an der Universität Panthéon-Assas (Paris II). Anschließend lehrte er als Dozent für japanisches Recht an der Université Paris II und dem Langues O. Gollnisch wurde 1980 als Anwalt zugelassen. Nach seiner Lehrbefugnis (agrégation) im öffentlichen Recht wurde er im gleichen Jahr Maître de conférences (Dozent) an der Universität Metz.
1981 wurde er zum Professor für Japanische Sprache und Kultur an der Universität Lyon III « Jean Moulin » berufen, wo er bis 2005 lehrte. Von 1982 bis 1986 war er Direktor der Unité de formation et de recherche (UFR), was der Position eines Dekans entspricht. Nach seinen Äußerungen zum Holocaust im Jahr 2004 (siehe unten) suspendierte ihn der Disziplinarausschuss des Hochschulrats im März 2005 für fünf Jahre unter Kürzung seiner Bezüge um die Hälfte. Seine Beschwerde gegen diese Sanktion wies der Conseil d’État 2008 zurück. Nach Ablauf der Suspendierung nahm Gollnisch die Lehrtätigkeit im September 2011 wieder auf, beendete seine Hochschulkarriere aber ein Jahr später endgültig.

### Politische Laufbahn

#### Parteiämter
Während seiner Studienzeit lernte er den Vorsitzenden des Front National (FN), Jean-Marie Le Pen, kennen. Im Frühjahr 1984 wurde Gollnisch Sekretär des FN im Département Rhône und organisierte in den darauf folgenden Jahren Kampagnen für die Europa-, Kantons- und Parlamentswahlen. Seit 1986 ist Gollnisch Mitglied des Zentralkomitees und des Politbüros der Partei. Von 1994 bis 1996 hatte er das Amt eines stellvertretenden Parteivorsitzenden inne, von 1996 bis 2005 war er Generalsekretär des FN. Am 22. November 1999 wurde er zudem zum Generalbeauftragten (délégué général) des FN ernannt. Damit stand er in der Parteihierarchie auf der zweiten Stufe hinter dem damaligen Vorsitzenden Jean-Marie Le Pen. In dieser Position leitete er den Wahlkampf für Jean-Marie Le Pen bei der Präsidentschaftswahl 2002, bei der dieser erstmals den zweiten Wahlgang erreichte.
2009 war Gollnisch gemeinsam mit Le Pen treibende Kraft bei der Gründung der Allianz der Europäischen nationalen Bewegungen (AEMN). Gollnisch wurde Vorsitzender der Europapartei, der unter anderem die ungarische Jobbik und die britische British National Party angehört. 2012 wurde die AEMN vom Europaparlament anerkannt und erhielt seit dem Parteienfinanzierung. Auf Druck der neuen Front-National-Vorsitzenden Marine Le Pen beendete Gollnisch Ende 2013 seine Mitgliedschaft in der AEMN.
Bis zur Wahl von Le Pens Tochter Marine galt Gollnisch als weiterer aussichtsreicher Kandidat für die Nachfolge Jean-Marie Le Pens im FN. Die Wahl Gollnischs wurde vor allem von rechtskatholischen und antisemitischen Kreisen unterstützt, denen Marine Le Pen nicht radikal genug erschien. Auf dem Parteitag in Tours im Januar 2011 trat Gollnisch gegen Marine Le Pen an, unterlag aber mit 32,35 % der Delegiertenstimmen. Anschließend verzichtete er auch auf das ihm angebotene Amt des ersten stellvertretenden Vorsitzenden und zog sich aus dem Parteivorstand zurück.

#### Wahlämter
Bruno Gollnisch wurde in folgende politische Ämter gewählt:
- 1986–1988: Abgeordneter der Assemblée nationale für das Département Rhône
- 1986–2015: Mitglied im Regionalrat der Region Rhône-Alpes
- 1989–2019: Mitglied des Europaparlaments
- 1995–2014: Mitglied des Gemeinderats von Lyon

Im Europaparlament war Gollnisch bis zur Gründung der Fraktion Identität, Tradition, Souveränität fraktionslos, aber  Mitglied in zahlreichen Ausschüssen, darunter dem Ausschuss für Recht und Bürgerrechte und dem Ausschuss für Geschäftsordnung, Wahlprüfung und Fragen der Immunität.
Von 2004 bis 2019 gehörte Gollnisch dem Ausschuss für Wirtschaft und Währung an, von 2009 bis 2019 war er Mitglied im Ausschuss für Verkehr und Fremdenverkehr sowie von 1999 bis 2019 Delegierter für die Beziehungen zu Japan. Trotz seiner Differenzen zur Parteivorsitzenden Marine Le Pen wurde er 2014 über die Liste des Front National wiedergewählt. Zur Europawahl 2019 trat er – nach sechs Legislaturperioden im EU-Parlament – nicht mehr an.

## Wahrnehmung in der Öffentlichkeit
Von französischen und deutschen Medien wird Gollnisch als führender Kopf der extremen Rechten in Frankreich und ihr „intellektuelles Aushängeschild“ angesehen.
Im August 2005 erregte Gollnisch auf einer Parteiveranstaltung des FN mit seiner Äußerung, dass der Antirassismus „geistiges AIDS“ sei, Aufmerksamkeit.

### Strafverfahren wegen Verdachts auf Holocaustleugnung
Aufgrund rechtsextremistischer Vorfälle an der Jean-Moulin-Universität in Lyon, an der auch Gollnisch lehrte, setzte die französische Regierung 2004 eine Untersuchungskommission, geleitet von dem Historiker Henry Rousso ein, die diese Vorfälle untersuchte. Kurz nach Veröffentlichung des Untersuchungsberichtes griff Gollnisch Rousso auf einer Pressekonferenz im Oktober 2004 scharf an, indem er dessen Neutralität bestritt, weil er ein Jude sei.
Kurz darauf behauptete er unter anderem:

„Ich bestreite nicht die Existenz der Konzentrationslager, aber was die Anzahl der Toten betrifft, könnten Historiker darüber diskutieren. Was die Existenz von Gaskammern angeht, so müssen Historiker darüber entscheiden.“

Diese Äußerungen erregten Proteste in der Öffentlichkeit, und es wurde ein Strafverfahren wegen Holocaustleugnung gegen Gollnisch eingeleitet. Gollnisch behauptete daraufhin, dass diese Äußerungen von den Journalisten verfälscht worden seien. Tatsächlich wurden diese Aussagen nicht aufgezeichnet.
Im März 2005 beschloss der Verwaltungsrat der Universität, ihn für fünf Jahre von der Universität auszuschließen.  Nachdem am 13. Dezember das Europäische Parlament die Aufhebung der Immunität Gollnischs beschlossen hatte, wurde er am 18. Januar 2007, wenige Tage nach der Gründung der Fraktion ITS im Europaparlament, zu drei Monaten Freiheitsstrafe, ausgesetzt auf Bewährung, und einer Geldstrafe von 5000 € sowie auf 55.000 € Schadensersatz samt Zinsen verurteilt. Das Urteil wurde am 23. Juni 2009 vom Kassationshof aufgehoben.